# Grey Daze
Grey Daze (soit littéralement Étourdissement Gris) est un groupe de grunge américain. C'est le premier groupe de Chester Bennington (devenu chanteur du groupe Linkin Park à partir de 1997).
Après une séparation en 1997 et une pause de 23 ans, le groupe se reforme à la fin des années 2010.

## Histoire
Grey Daze est formé en 1993 à Phoenix en Arizona. Il s'est composé autour du chanteur Chester Bennington et du batteur Sean Dowdell, accompagnés du guitariste Jason Barnes et du bassiste Mace Beyers. Au début réunie sous le nom de Sean Dowdell and His Friends?, le groupe a sorti une cassette trois piste, avant de changer leur nom pour Grey Daze. Jason a quitté son poste peu de temps après, remplacé par Bobby Benish comme guitariste principal.
En 1997, le groupe se sépare, en raison de conflits internes. En 1998, Chester rejoint Hybrid Theory, qui deviendra Linkin Park, et Sean forme le groupe Waterface (aujourd'hui dissout).
Ils ont tourné en 2007 avec Linkin Park et d'autre(s) groupe(s) dans le "Projekt Revolution".
En 2017, le groupe se reforme en vue de réaliser un nouvel album à l'occasion du 20e anniversaire de ...No Sun Today. Cependant, la mort de Chester Bennington avorte le projet. Le groupe re-travaille toutefois ensemble et publie en 2020 l'album Amends, avec la voix de Bennington sur plusieurs morceaux. L'année suivante, le groupe sort l'EP Amends...Stripped avec des morceaux acoustique de l'album.
En 2022, le groupe publie un nouvel album, The Phoenix, poursuivant son hommage au chanteur Bennington décédé.

## Discographie

### Singles
- 2020 : What's in the Eye
- 2020 : Sickness
- 2020 : Sometimes
- 2020 : Soul Song
- 2020 : B12
- 2020 : Shouting Out (Stripped)
- 2021 : Anything, Anything
- 2022 : Saturation (Strange Love)
- 2022 : Starting To Fly
- 2022 : Drag
- 2025 : Fake Little Lies

## Membres

### Membres actuels
- Sean Dowdell - Batterie, chœurs (1993-2001, 2017, 2019-présent)
- Cristin Davis - guitare (2019-présent)
- Cris Hodges - chant (2023-présent)
- Kenny Bulka – guitar (2024–présent)
- Evan Nichols – bass (2024–présent)

### Anciens membres
- Steve Mitchell - guitare (1993-1994)
- Bobby Benish - guitare (1994-2001, décédé en 2004)
- Jason Barnes - guitare (1994-1995, 2017)
- Jodi Wendt - chant (1998-2001)
- Chester Bennington - chant (1993-1998, 2017, décédé en 2017)
- Mace Beyers - basse (1995-1998, 2017, 2019-2024)
- Jonathan Krause - basse (1993-1995)
- Dave Sardegna - basse (1998-2001)